# Max Wright
Max Wright (Detroit, 2 agosto 1943 – Hermosa Beach, 26 giugno 2019) è stato un attore statunitense.

## Biografia
Nel 1979 recita nel film All That Jazz - Lo spettacolo comincia. Nel 1981 prende parte al film Reds e poi nel 1986 a Soul Man. È divenuto noto anche in Italia per avere interpretato dal 1986 al 1990 il ruolo di Willie Tanner, il capofamiglia della celebre serie televisiva Alf. 
Successivamente lavora ad altre pellicole e serie televisive, comparendo fra l'altro in due episodi della serie L'ombra dello scorpione (1994) e nel film La neve cade sui cedri (1999).

## Filmografia parziale

### Cinema
- All That Jazz - Lo spettacolo comincia (All That Jazz), regia di Bob Fosse (1979)
- Reds, regia di Warren Beatty (1981)
- Soul Man, regia di Steve Miner (1986)
- That's Amore - Due improbabili seduttori (Grumpier Old Men), regia di Howard Deutch (1995)
- La neve cade sui cedri (Snow Falling on Cedars), regia di Scott Hicks (1999)
- Sogno di una notte di mezza estate (A Midsummer Night's Dream), regia di Michael Hoffman (1999)

### Televisione
- Un salto nel buio (Tales from the Darkside) – serie TV, episodio 1x01 (1983)
- Misfits (Misfits of Science) – serie TV, 15 episodi (1985-1986)
- Alf – serie TV, 101 episodi (1986-2004)
- L'ombra dello scorpione (The Stand) – miniserie TV (1994)
- Friends – serie TV, 2 episodi (1994-1995)
- Ultime dal cielo (Early Edition) – serie TV, 1 episodio (1996)
- The Norm Show (1999-2001)

## Doppiatori italiani
Nelle versioni in italiano delle opere in cui ha recitato, Max Wright è stato doppiato da:
- Piero Tiberi in All That Jazz - Lo spettacolo comincia
- Gianfranco Bellini in Fania
- Vittorio Battarra in Misfits
- Gil Baroni in ALF
- Giorgio Lopez in Soul Man
- Oliviero Dinelli ne La signora in giallo
- Sandro Iovino in Friends
- Mino Caprio in Dalla Terra alla Luna
- Werner Di Donato in Sogno di una notte di mezza estate